# Teko Modise
Teko Tsholofelo Modise (Soweto, Sudáfrica, 22 de diciembre de 1982) es un exfutbolista internacional sudafricano. Jugaba de centrocampista y su último equipo fue el Cape Town City de la Premier Soccer League de Sudáfrica. Además, fue internacional con la selección de fútbol de Sudáfrica.

## Trayectoria
Teko Modise, que actúa de centrocampista y en algunas ocasiones de delantero, empezó su carrera futbolística en las categorías inferiores del Ria Stars. El 2 de septiembre de 2001 debuta con la primera plantilla del club en la Premier Soccer League contra el Wits University FC. Después de esa temporada la franquicia fue vendida y Teko Modise tuvo que buscarse otro equipo, el Mpumalanga Black Aces (conocido en esa época como City Pillars), que entonces militaba en la Primera División de Sudáfrica. En la temporada 2005-06 fue elegido mejor jugador del campeonato.
En 2006 se une al Supersport United y vuelve a jugar en la máxima categoría.
Al año siguiente firma un contrato con el Orlando Pirates. En su primera temporada realizó un gran trabajo y fue elegido mejor jugador del campeonato de Liga. Al año siguiente volvió a repetir ese honor, lo que le sirvió para que varios clubes de la Premier League (Wigan, Manchester City y Aston Villa) se fijaran en él, aunque debido al alto precio en que su equipo le tasó (4 millones de libras) impidió su marcha.
El 27 de enero de 2011, fue anunciada la contratación de Modise por parte del Mamelodi Sundowns luego de pelearse con el entrenador del Orlando Pirates, Ruud Krol.
Finalmente en 2017 llega como agente libre al Cape Town City.

## Selección nacional
Ha sido internacional con la Selección de fútbol de Sudáfrica en 57 ocasiones hasta el 17 de noviembre de 2010. Su debut con la camiseta nacional se produjo el 26 de mayo de 2007 en un partido de la Copa COSAFA 2007 contra Malaui (0-0). Sudáfrica se proclamó campeón y Teko Modise contribuyó con tres goles, que le valieron para ser el máximo goleador del torneo (empatado con Paulin Voavy). 
Fue convocado para participar en la Copa Africana de Naciones 2008. Teko Modise jugó los tres partidos que su selección disputó en el torneo.
Disputó todos los encuentros (5) de la Copa FIFA Confederaciones 2009, competición en la que Sudáfrica consiguió el cuarto puesto. También fue convocado a la Copa Mundial de Fútbol de 2010, realizada en su país. Sin embargo, el seleccionado sudafricano no pudo acceder a los octavos de final y Modise fue criticado por el público y la prensa.

### Participaciones en Copas del Mundo
| Mundial                        | Sede      | Resultado    | Partidos | Goles |
| ------------------------------ | --------- | ------------ | -------- | ----- |
| Copa Mundial de Fútbol de 2010 | Sudáfrica | Primera fase | 3        | 0     |

### Participaciones en Copas Africanas
| Copa                           | Sede  | Resultado    | Partidos | Goles |
| ------------------------------ | ----- | ------------ | -------- | ----- |
| Copa Africana de Naciones 2008 | Ghana | Primera fase | 3        | 0     |

### Participaciones en Copas Confederaciones
| Copa                           | Sede      | Resultado    | Partidos | Goles |
| ------------------------------ | --------- | ------------ | -------- | ----- |
| Copa FIFA Confederaciones 2009 | Sudáfrica | Cuarto lugar | 5        | 0     |

### Goles internacionales
| #  | Fecha      | Lugar                                   | Rival     | Gol | Resultado | Competición                   |
| -- | ---------- | --------------------------------------- | --------- | --- | --------- | ----------------------------- |
| 1  | 27-05-2007 | Estadio Nacional Somhlolo, Suazilandia  | Mauricio  | 1-0 | 2-0       | Copa COSAFA 2007              |
| 2  | 27-05-2007 | Estadio Nacional Somhlolo, Suazilandia  | Mauricio  | 2-0 | 2-0       | Copa COSAFA 2007              |
| 3  | 29-09-2007 | Atteridgeville Super Stadium, Sudáfrica | Botsuana  | 1-0 | 1-0       | Copa COSAFA 2007              |
| 4  | 20-11-2007 | Estadio Kings Park, Sudáfrica           | Canadá    | 1-0 | 2-0       | Amistoso                      |
| 5  | 20-11-2007 | Estadio Kings Park, Sudáfrica           | Canadá    | 2-0 | 2-0       | Amistoso                      |
| 6  | 19-08-2008 | Loftus Road, Inglaterra                 | Australia | 2-2 | 2-2       | Amistoso                      |
| 7  | 19-11-2008 | Estadio Soccer City, Sudáfrica          | Camerún   | 1-0 | 3-2       | Amistoso (Nelson Mandela Cup) |
| 8  | 19-11-2008 | Estadio Soccer City, Sudáfrica          | Camerún   | 2-0 | 3-2       | Amistoso (Nelson Mandela Cup) |
| 9  | 27-01-2009 | Atteridgeville Super Stadium, Sudáfrica | Zambia    | 1-0 | 1-0       | Amistoso                      |
| 10 | 27-05-2010 | Estadio Soccer City, Sudáfrica          | Colombia  | 1-0 | 2-1       | Amistoso                      |

## Clubes
| Club              | País      | Año         |
| ----------------- | --------- | ----------- |
| Ria Stars         | Sudáfrica | 2001 - 2002 |
| City Pillars      | Sudáfrica | 2002 - 2006 |
| Supersport United | Sudáfrica | 2006 - 2007 |
| Orlando Pirates   | Sudáfrica | 2007 - 2011 |
| Mamelodi Sundowns | Sudáfrica | 2011 - 2017 |
| Cape Town City    | Sudáfrica | 2017 - 2019 |

## Palmarés

### Campeonatos nacionales
| Título                  | Club              | País      | Año  |
| ----------------------- | ----------------- | --------- | ---- |
| Telkom Charity Cup      | Orlando Pirates   | Sudáfrica | 2008 |
| Telkom Charity Cup      | Orlando Pirates   | Sudáfrica | 2009 |
| MTN 8                   | Orlando Pirates   | Sudáfrica | 2010 |
| Premier Soccer League   | Orlando Pirates   | Sudáfrica | 2011 |
| Copa de Sudáfrica       | Orlando Pirates   | Sudáfrica | 2011 |
| Carling Black Label Cup | Orlando Pirates   | Sudáfrica | 2011 |
| Premier Soccer League   | Mamelodi Sundowns | Sudáfrica | 2016 |
| MTN 8                   | Cape Town City    | Sudáfrica | 2018 |

### Copas internacionales
| Título            | Club (*)          | País            | Año  |
| ----------------- | ----------------- | --------------- | ---- |
| Copa Cosafa       | Sudáfrica         | Distintas sedes | 2007 |
| Liga de Campeones | Mamelodi Sundowns | Sudáfrica       | 2016 |

(*) Incluyendo la selección

### Distinciones individuales
| Distinción                                        | Año  |
| ------------------------------------------------- | ---- |
| Mejor jugador de la Primera División de Sudáfrica | 2006 |
| Máximo goleador de la Copa Cosafa (3 goles)       | 2007 |
| Futbolista del año de la PSL                      | 2008 |
| Futbolista del año de la PSL                      | 2009 |
| Jugador de jugadores de la temporada de la PSL    | 2009 |